# Еврика (скульптура)

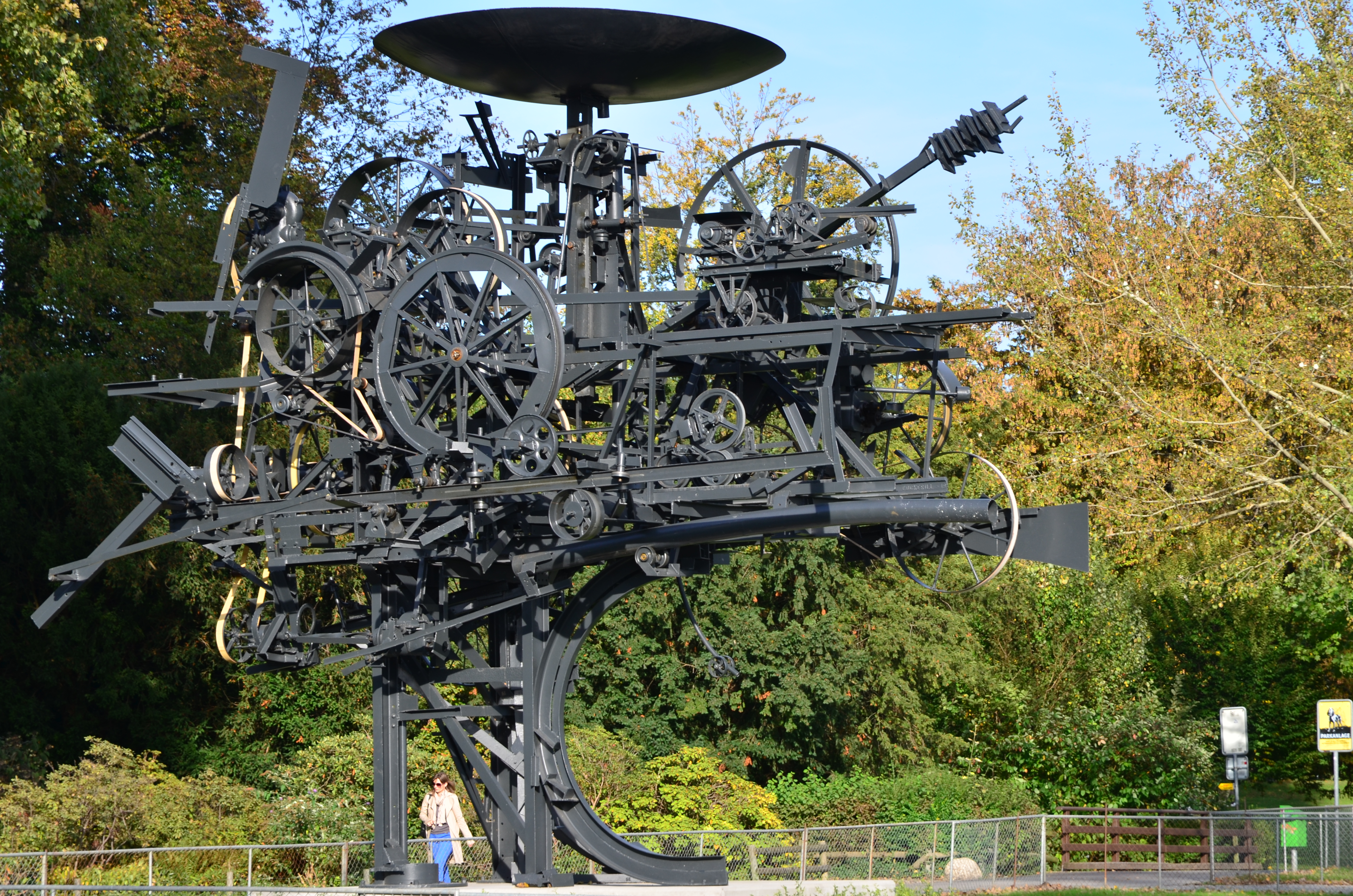
Вид збоку

«Еврика» (нім. Heureka) — назва кінетичної пластики швейцарського митця Жана Тінгелі, яка рухається без видимої мети. Це була перша публічна робота Жана Тінгелі, створена у 1963–1964 роках для Швейцарської національної виставки 1964 року в Лозанні. З 1967 року вона знаходиться біля Цюрихгорну в Цюриху.

## Назва
Назва «Еврика» (дав.-гр. ηὕρηκα, [hɛːǔ̯rɛːka]) є цитатою Архімеда з Сіракуз і означає «Я знайшов!». Вважається, що він вигукнув це з радістю, коли, приймаючи ванну, раптово відкрив принцип виштовхувальної сили. Це вислів, який підходить винахідникам або дослідникам, коли вони роблять проривне і зазвичай корисне відкриття. Тому для абсолютно марної машини назва має іронічний характер. Сам Тінгелі казав, що назва — це жарт. Романди на відміну від німецькомовних швейцарців ніколи не сприймали назву належним чином, але краще розуміли ідею, що стоїть за пластикою, ніж німецькомовні швейцарці.
Тінгелі сказав під час радіодебатів «Тінгелі про Тінгелі» Бельгійського радіо і телебачення в Брюсселі 13 грудня 1982 року: Романди «(...) завжди говорили лише про машину Тінгелі. Для них це було синонімом машини, що виконує зайві дії, марної машини, яка певним чином символізувала відкриття не-розвитку, не-продуктивності. Вперше швейцарці засумнівалися у прогресі та капіталізмі! Це було у 1964 році, і романди негайно відреагували на філософське значення машини, тоді як німецькомовні швейцарці, хоч і уважно розглядали Еврику (що не означає, що вони її правильно зрозуміли), були менш сприйнятливими до того, що насправді означає машина. Назва Еврика – позитивна, красива, правильна — очевидно, мала на меті ввести в оману. Насправді, це жарт».

## Концепція
Машина має розміри 780 × 660 × 410 см. Вона складається із залізних стрижнів, сталевих коліс, металевих труб, металобрухту, деталей сільськогосподарської техніки та різних електродвигунів, що працюють від напруги 220 В. Пластика складається з п'яти різних блоків, кожен з яких має власний двигун. Разом вони створюють динаміку машини та окремі рухи її частин, такі як підйоми та опускання, коливання та рухи вперед-назад. Машина пофарбована в матовий чорний колір.
Тінгелі спроєктував кінетичну велику пластику в дусі французького мистецького напрямку новий реалізм. П'єр Рестані, художній критик і теоретик нового реалізму, закликав після шоку Другої світової війни «приймати світ таким, яким він є». Тінгелі створював маленькі машини для малювання, якими висміював абстрактне мистецтво, та гігантські машини з брухту.

## Історія

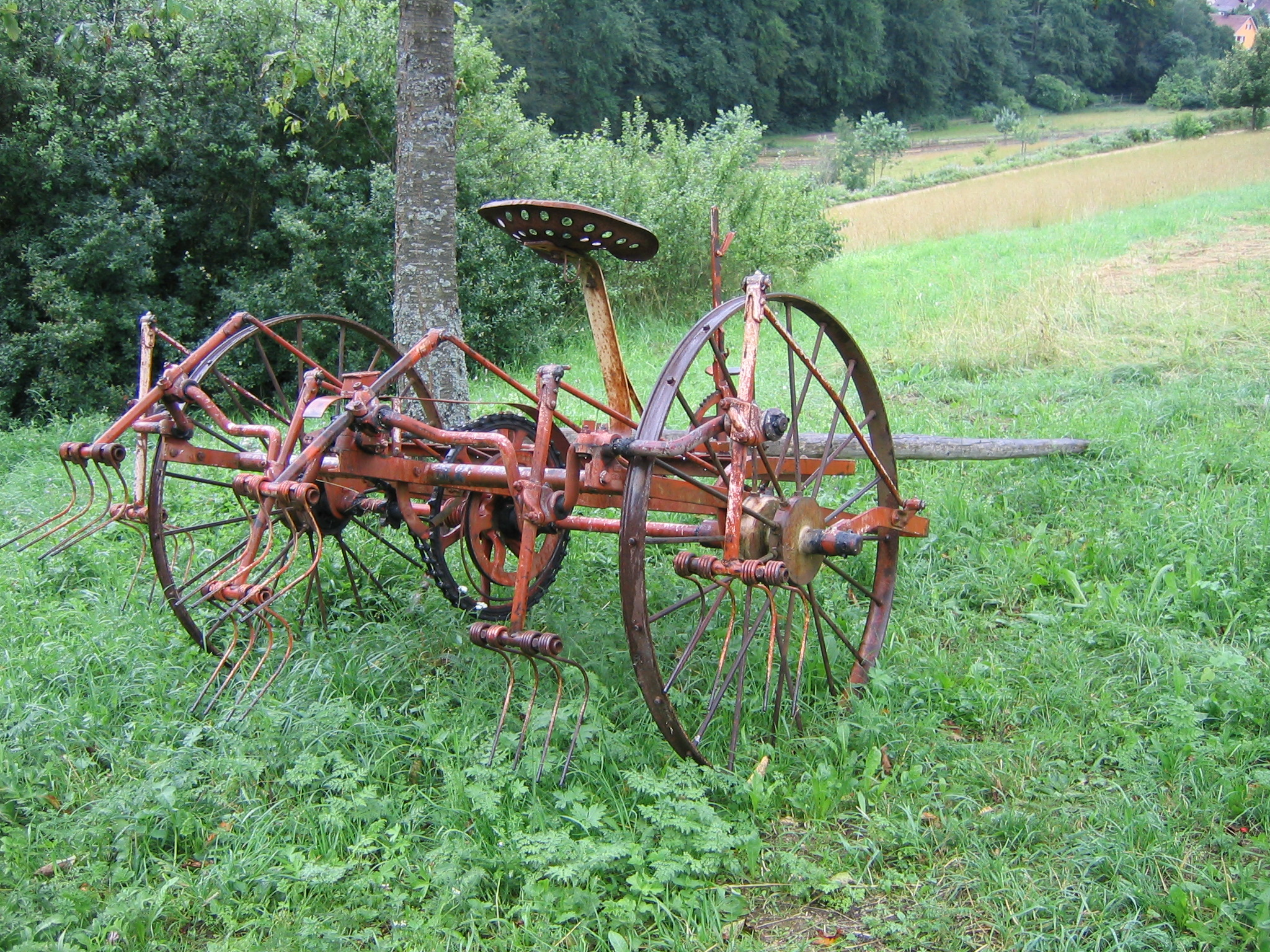
Приклад сіноворушилки, подібної до тієї, що використана в пластиці.

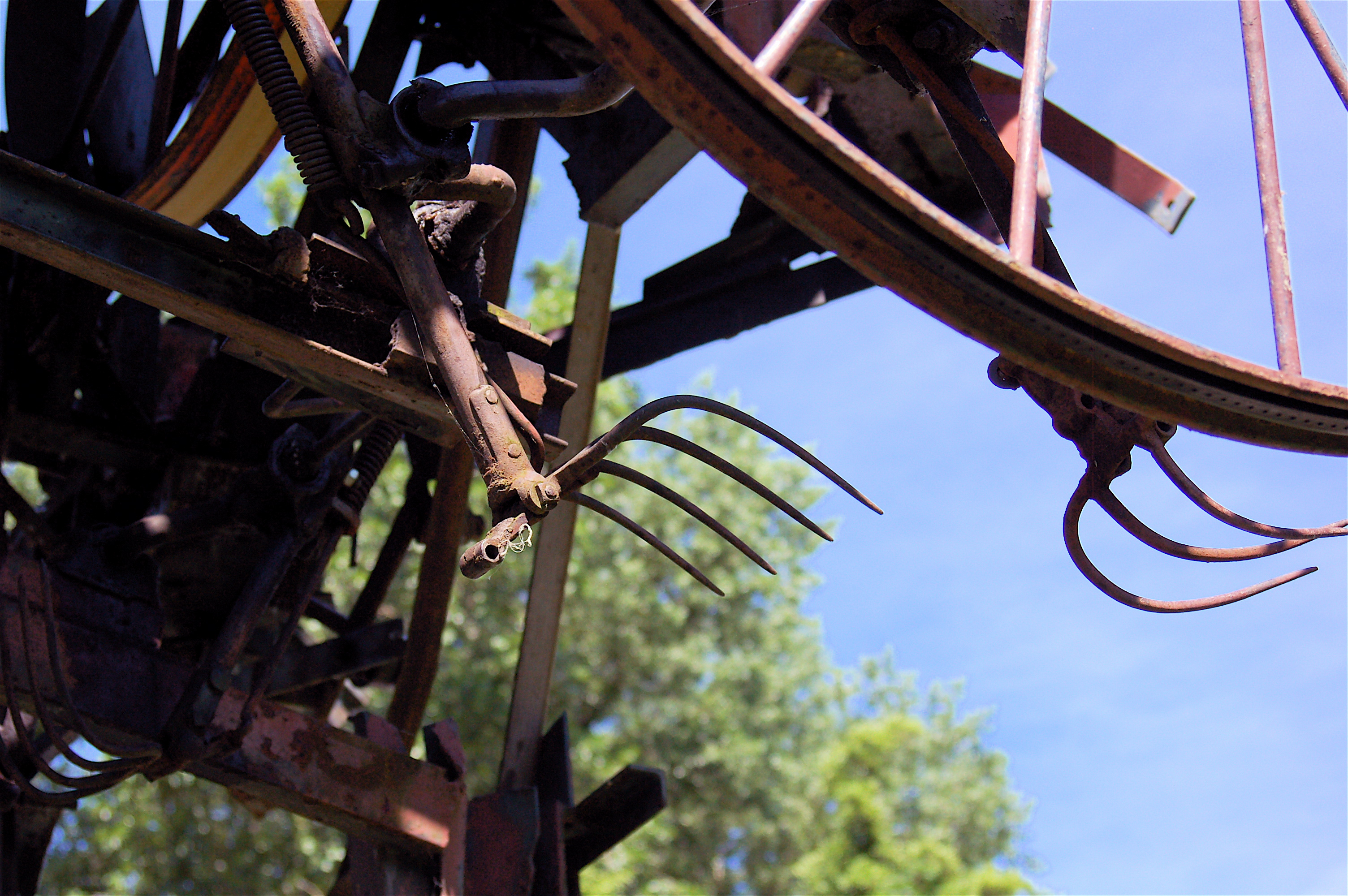
Вила та колесо сіноворушилки в пластиці.

Для Національної виставки 1964 року в Лозанні митець отримав від головного архітектора Експо 64 Альберто Каменцинда замовлення на будівництво «сигнальної вежі». Жан Тінгелі на початку 1963 року жив у Парижі. Але оскільки ательє на Імпас Ронсен зносили, він разом з Нікі де Сен Фаль переїхав до Лютрі поблизу Лозанни. Пізніше вони знову переїхали до Франції в колишній заїжджий двір з танцювальним залом Auberge au Cheval Blanc (Гостинний двір «Білий кінь») у Суазі-сюр-Еколь в районі Фонтенбло. Протягом цього часу (1963–1964) він працював шість місяців над «Еврикою». Жан Тінгелі спочатку спроєктував пластику на папері в численних ескізах. Потім він збудував її на місці на Національній виставці в Лозанні поруч з «Шляхом Швейцарії», загальною частиною виставки. Для цього він оточив виділене йому місце різноманітними тоннами старих залізних деталей, рейок, стрижнів, трансмісійних коліс, листів металу та шахтних вагонеток. Ці деталі він днями збирав з куп металобрухту фабрик минулого століття, «індустріальної епохи». Він цілеспрямовано шукав певні деталі, як-от стару сіноворушилку з колесом та вилами.
Після виставки промисловець і меценат Вальтер Бехтлер придбав пластику для міста Цюрих. Її розібрали і зберігали на території його фабрики. Пошук місця для встановлення викликав у місті суперечки, оскільки деякі громадяни побоювалися шуму та критикували естетику пластики, тому не хотіли бачити її поблизу. Було розглянуто багато варіантів, наприклад, біля Кунстгаузу, на острові SAFFA у Воллісгофені або поруч з Галленштадіоном. Пошук місця затягнувся. Щоб випустити трисерійний звіт про Швейцарію для Експо 67, кінорежисер Ернст А. Гайнігер чинив тиск на відповідальних осіб, щоб пластику встановили, аби він міг задокументувати її в повному робочому стані для представлення сучасного мистецтва Швейцарії. Вона мала стати прикладом культурного життя Швейцарії в останній частині «Створення» трисерійного фільму «Switzerland». (За цей фільм Ернст Гайнігер отримав у 1968 році Цюрихську кінопремію.) Таким чином, пластику «тимчасово» встановили на Цюрихгорні. Вона була свідомо встановлена тимчасово, оскільки ETH Цюрих висловила бажання, щоб пластику пізніше встановили на новому кампусі на Геггерберзі. Цього не сталося.
Влітку 2011 року «Еврика» була надана містом Цюрих як позика на художню виставку ARTZUID в Амстердамі.

## Інтерпретація
Для Жана Тінгелі машина уособлює гумор та поезію. Він як митець створює «вільні та веселі» машини. Численні колеса пластики є символами мудрості та божевілля водночас.
Французький мистецтвознавець та критик Мішель Коніль-Лакост наводить три способи тлумачення. Соціологічна інтерпретація бачить у машині прославлення індустріальної епохи. Літературна інтерпретація вбачає алюзію на твір Едгара Аллана По Провалля і маятник через рухи розширення та стиснення. У цьому оповіданні головний герой сидить у в'язниці. В'язниця стає все меншою, оскільки стіни та стеля зближуються. Серпоподібний маятник на стелі загрожує розрізати головного героя. Психоаналітична інтерпретація бачить у машині складну конструкцію з рухомих балок і труб, яка, проте, плавно слідує заздалегідь визначеним шляхам. Таким чином, вона може представляти колективне витіснення. Кожна людина йде заздалегідь визначеним шляхом у житті, не маючи змоги з нього звернути. Це, у свою чергу, нагадує іконографію Осіріса. Його, з одного боку, інтерпретують як бога рослинності, що забезпечує зростання (жвавість машини), а з іншого — як бога мертвих, перед яким кожна людина наприкінці свого життя має звітувати (заздалегідь визначені шляхи).

## Сприйняття
Під час Національної виставки думки розділилися. Дехто вважав машину злим жартом, інші інтерпретували її як сатиру на тиранію техніки в цивілізації, а треті оцінювали пластику як дуже винахідливу конструкцію і в цілому прекрасну.
Згідно з офіційною заявою з листів до міської ради Цюриха, встановлення пластики в Цюриху отримало схвалення переважно від осіб віком до 50 років. Старші люди, навпаки, реагували скоріше негативно.

## Деталі

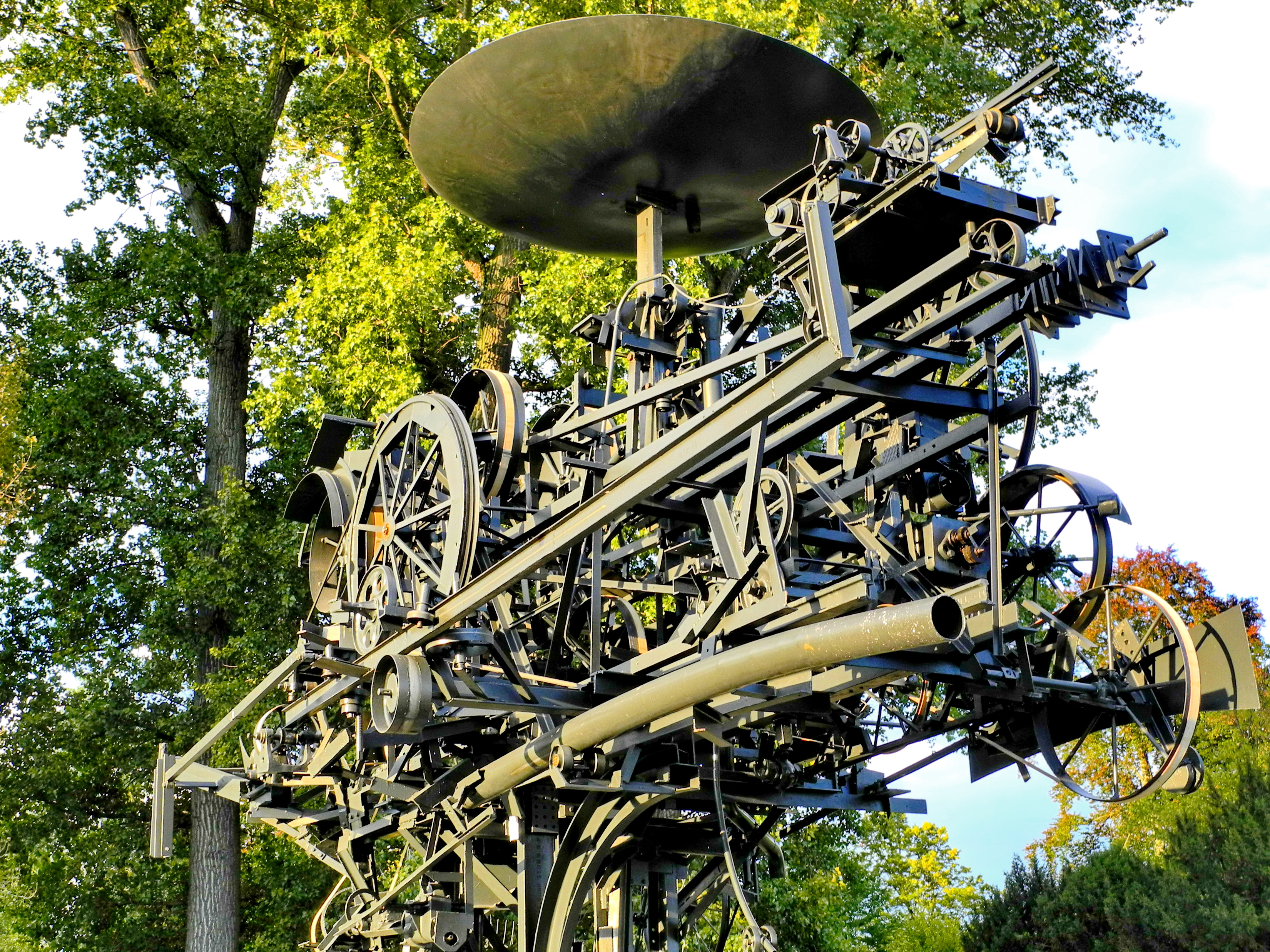
Вид збоку, злегка знизу
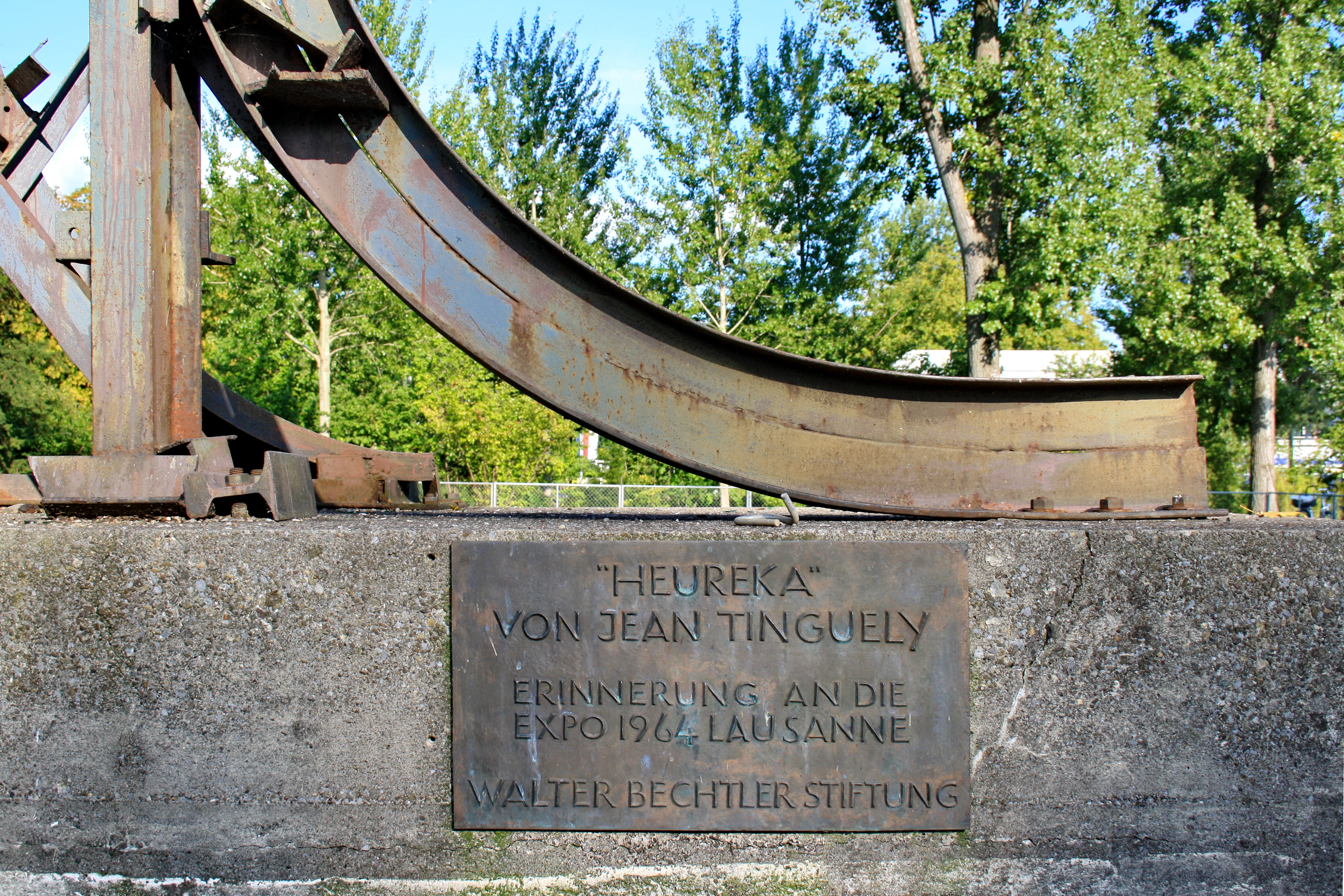
Фундамент
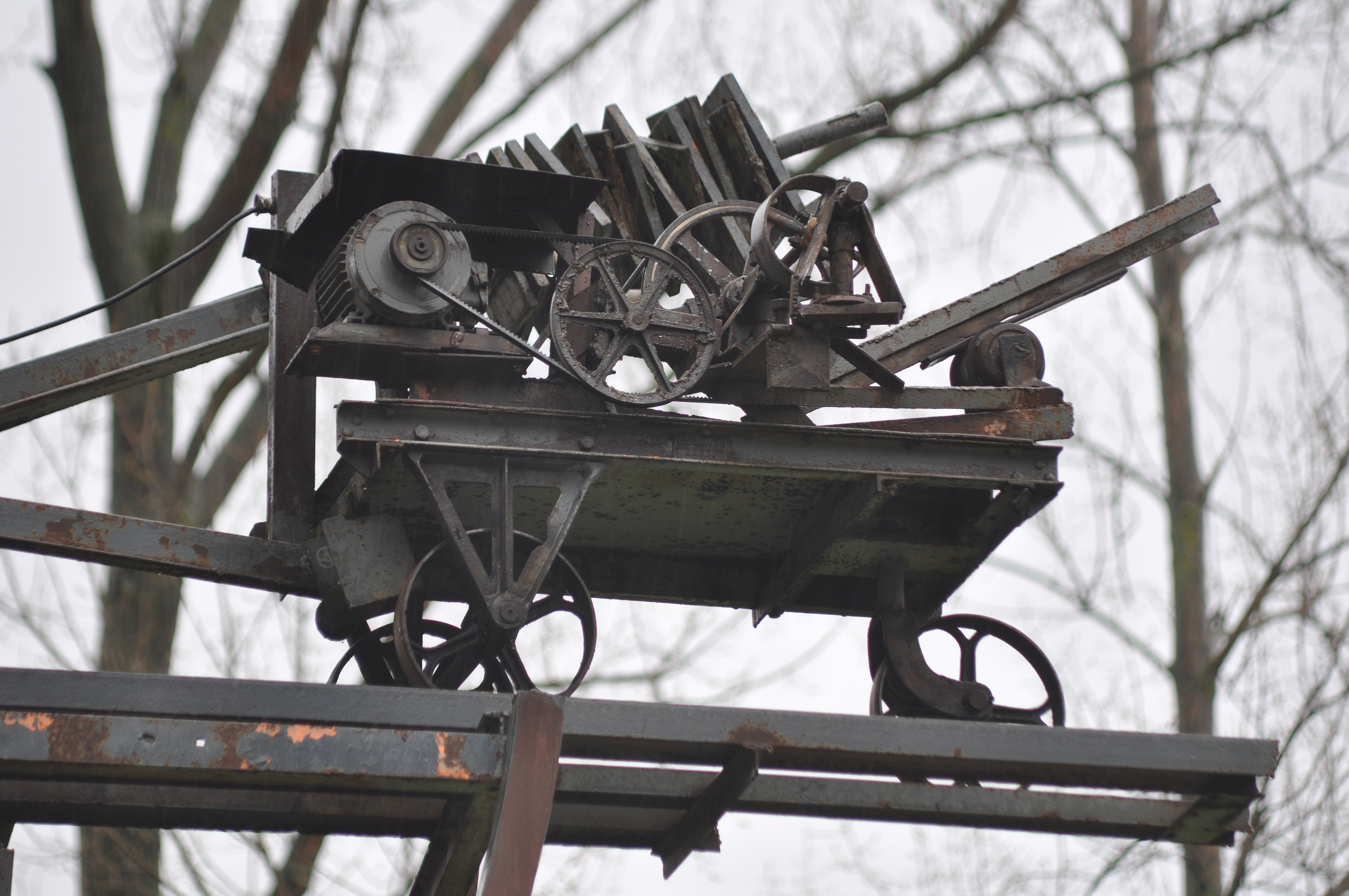
Вагон, який машина штовхає вперед і назад, і який сам розмахує стрижнем, як мечем.
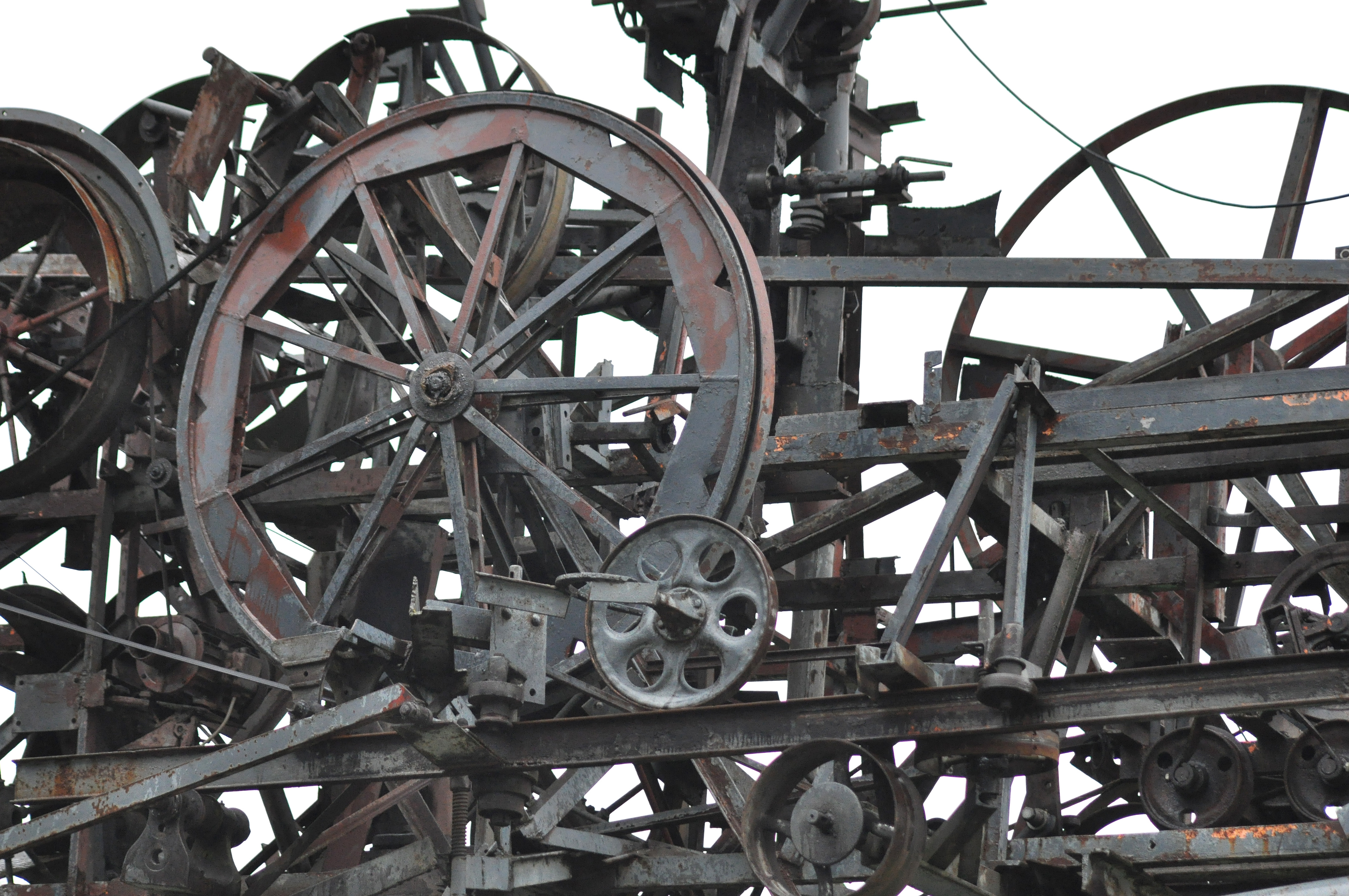
Механізм, у якому багато коліс обертаються синхронно, не приводячи нічого в рух.